# Перлівець Геката
Перлівець Геката (Brenthis hecate) — вид денних метеликів родини Сонцевики (Nymphalidae).

## Назва
Вид названо на честь фракійської, згодом грецької, богині Гекати — богині Місяця, чаклунства, володарки всіх монстрів і примар.

## Поширення
Вид поширений в Південній та Південно-Східній Європі, Західній, Середній та Північній Азії від Іспанії до Західного Саяну.
В Україні поширений у степовій зоні. У лісостеповій зоні та Карпатах трапляється локально на узліссях або лісових полянах.

## Спосіб життя
Метелики літають з початку червня до середини серпня. Самиці відкладають яйця по одному на листя кормових рослин. Гусениці живляться гадючником, малиною, еспарцетом, фіалкою тощо. Зимує гусениця.